# Sonates pour violon et piano de Schubert
Pour les articles homonymes, voir Sonate pour violon et piano et Sonatine (homonymie).

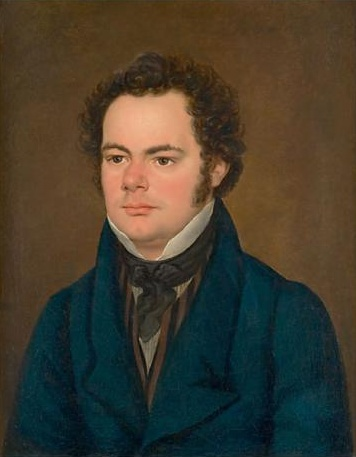
Portrait de Franz Schubert par Anton Depauly

Les partitions pour violon et piano de Franz Schubert ne comptent que six pièces alors que le musicien connaissait bien le violon : il l'apprit dès son enfance et jouait volontiers de cet instrument ou de l'alto dans ses compositions de musique de chambre.  
Les trois sonatines sont des œuvres de jeunesse, composées en mars et avril 1816. La sonate en 1817. Le rondo en si mineur, D. 895 n'est écrit que 9 ans plus tard, en octobre 1826. Sa Fantaisie en do majeur fut terminée un an après. Là se résume l'intégralité des partitions pour ces deux instruments.

## Sonatines
Ce terme ne vient pas du musicien mais d'Anton Diabelli qui les publia sous ce nom en 1836.  La partie violonistique est relativement simple d'exécution, le piano étant un peu plus virtuose. 
La sonatine en ré majeur, D. 384 comprend trois mouvements et dure un peu moins de quinze minutes.
- Allegro molto
- Andante
- Allegro vivace

La sonatine en la mineur, D. 385 comprend quatre mouvements et dure un peu moins de vingt minutes.
- Allegro moderato
- Andante
- Allegro
- Allegro

La sonatine en sol mineur, D. 408 comprend quatre mouvements et dure un peu moins de vingt minutes.
- Allegro giusto
- Andante
- Menuetto : Allegro vivace
- Allegro moderato

## Sonate en la majeur, D. 574
Postérieure d'un an aux sonatines, sa partition est plus élaborée. Elle a été surnommée « Duo » lors de sa publication en 1851, largement postérieure à la mort du musicien. Elle a été probablement jouée lors des schubertiades, petits concerts amicaux que donnait ce dernier.
Elle comprend quatre mouvements et dure environ vingt cinq minutes.
- Allegro moderato
- Scherzo : presto
- Andantino
- Allegro vivace

## Rondo en si mineur, D. 895
Il est contemporain de sa dernière symphonie et de son dernier quatuor. D'exécution particulièrement virtuose, il fut surnommé « Rondo brillant » et fut écrit pour le violoniste virtuose Josef Slavik et le pianiste Karl Maria von Bocklet. C'est la seule pièce pour violon et piano qui fut publiée du vivant du compositeur.
Elle dure environ un quart d'heure.

## Fantaisie en do majeur, D. 934
Article détaillé :  Fantaisie pour violon et piano de Schubert.
Écrite également pour Josef Slavik et Karl Maria von Bocklet. Sa première exécution eut lieu à Vienne le 20 janvier 1828. D'une seule pièce, elle est néanmoins divisée en sept sous parties et dure au total environ trente minutes. Sa partie centrale consiste en des variations sur un thème issue de son lied « Sei mir gegrüsst », D. 741.
- Andante moderato —
- Allegretto —
- Andantino —
- Andante molto —
- Allegro vivace —
- Allegretto —
- Presto